# Тушканова, Инесса Владимировна
Инесса Владимировна Тушканова (род. 17 июля 1987, Верхнеднепровск, Днепропетровская область) — украинский и российский автогонщик и фотомодель.

## Биография

### Ранние годы
Родилась 17 июля 1987 года в городе Верхнеднепровске. Переехала в Днепропетровск в 1997 году, затем в 1999 году в Киев. Училась в лицее на гида-переводчика, занималась спортивным ориентированием; школу г. Киева окончила экстерном. Окончила в 2010 году Межрегиональную академию управления персоналом (Киев) по специальности «практический психолог». В детстве организовала клуб любителей животных в Верхнеднепровске, в Киеве владела небольшим питомником породистых котов и кошек. Позже занималась конным спортом, стала кандидатом в мастера спорта. От карьеры конника отказалась в 2007 году, когда умер её конь.

### Карьера в авто- и мотоспорте
С 2004 года Инесса занимается модельной деятельностью, авто- и мотогонками. Занималась любительскими гонками на мотоциклах и кольцевыми гонками в Европе за команду Motorace, со временем стала меньше уделять внимания мотогонкам. Карьеру автогонщицы начала в 2006 году в любительских автогонках вместе со штурманом Татьяной Чабан на Daewoo Sens. По приглашению Андрея Александрова стала штурманом в группе N чемпионата Украины, дебютировала в ралли в Каменец-Подольском (дебют признавала неудачным). В 2007 году переехала в Москву, где продолжила свою карьеру уже как штурман, работала в паре со Степаном Мазуром. Участница 10 раллийных стартов в качестве штурмана (из них 9 в рамках чемпионата и кубка Украины по ралли), ни разу не завершила дистанцию.
В 2011 году в Кубке России Инесса одержала первую победу в классе MitJet, в том же году заявлена за итальянскую команду Top Run Motorsport в 24-часовой гонке в португальском Вилья-Фронтейра (автомобиль Toyota Landcruiser 200 T2). В октябре 2011 года, представляя Россию, одержала победу на ралли Kotlina Mocy. В 2012 году в рейтинге лучших женщин-пилотов ралли заняла 13-е место, представляя Россию. Удостоилась хвалебных отзывов от бывшего пилота Формулы-1 Кими Райкконена.
С 2013 года участвовала в разных этапах чемпионата Европы по ралли в Эстонии, Латвии, Литве, Польше, Ирландии. В 2013 году Инесса дебютировала в Арктическом Ралли Лапландии, выступив на автомобиле Mitsubishi Lancer Evo IX в составе собственной команды Tushkanova Motorsport, но попала в аварию, вылетев на сложном участке трассы, и сошла с дистанции. Неоднократная участница Rally Masters Show.

### Карьера в модельном бизнесе
Инесса неоднократно снималась для журнала Playboy: в сентябре 2008 года появилась на обложке украинской версии, в ноябре 2011 года появилась на обложках чешской и литовской версий. Четыре раза получала звание Playmate в этом журнале (девушка месяца). В 2012 году получила титул Playmate of the Year от украинской версии журнала.

### Хобби
Помимо авто- и мотогонок, Инесса увлекается йогой, сёрфингом, бегом и велоспортом.

## Победы и подиумы
- Победительница Кубка России 2011 года по кольцевым автогонкам в классе «МитДжет»[22]
- Бронзовый призёр чемпионата Европы по ралли среди женщин 2015 (штурман Дмитрий Чумак, машина Mitsubishi Lancer Evo IX R4)[23]
- Победительница 28 спецучастков чемпионата Европы по ралли среди женщин 2015 года (11 побед на Ралли Лиепая 2015, 7 побед на Circuit of Ireland 2015 и 10 побед на Ралли Эстония 2015)[24]